# Boles de picolat
Les boles de picolat són una mena de mandonguilles típiques del Rosselló, un dels plats més coneguts de la Catalunya del Nord. Els ingredients són porc i vedella picats, ous, farina, ceba, all, olives verdes, carlota, puré de tomàquet, amanit amb oli d'oliva, sal i pebre.